# ۱۱۹۶ (قمری)
۱۱۹۶ (قمری)، هزار و صد و نود و ششمین سال در گاهشماری هجری قمری است. اول محرم این سال برابر با هفدهم دسامبر سال ۱۷۸۱ میلادی است.

## زادگان
- یغمای جندقی : شاعر ایرانی.

## وابسته
- یغمای جندقی